# Montello (colle)
Il Montello (el Montel o el Monteło in veneto) è un modesto rilievo montuoso (l’altitudine massima è di 371 m) della provincia di Treviso, che si estende (da est a ovest) dall'abitato di Nervesa della Battaglia fino a Montebelluna e Crocetta del Montello. Ai piedi delle pendici meridionali si estendono i comuni di Giavera del Montello e Volpago del Montello, mentre il versante settentrionale è lambito dal Piave.

## Geologia
Il Montello è un rilievo molto peculiare dal punto di vista geologico. Lo stesso nome indica che non si tratta di una vera e propria collina (non è articolato in più dorsali ed è sostanzialmente compatto e massiccio), ma l'altezza modesta non lo rende neppure una vera e propria montagna.
La sua origine è legata al processo di orogenesi delle Alpi: questi monti si sono formati (e continuano a crescere) a causa dello scontro fra il continente europeo ed africano e il Montello è in pratica un fenomeno periferico legato a ciò. Tuttavia, la crescita del rilievo è stata ostacolata dal corso del Piave che lo ha "levigato" assieme al contributo degli agenti atmosferici.
Il tutto è alla base dei fenomeni carsici che interessano la zona, come doline e grotte. Da ricordare che le riserve idriche della collina scorrono in anfratti sotterranei: praticamente non sono presenti ruscelli o altri corsi d'acqua superficiali. Le acque fuoriescono da alcune importanti e suggestive sorgenti, come il Forame nella scarpata meridionale.
Il punto di massima altitudine è in località Colesel Val dell'Acqua (371 m).

## Ambiente

### Flora
La superficie della collina, oggi completamente parcellizzata in lotti di proprietà privata, è per gran parte coperta da selve. Quello che era un tempo uno dei boschi di roveri che la Serenissima sfruttava per l'Arsenale (e per questo gelosamente custodito e tutelato) ha subito negli ultimi duecento anni non solo una notevole riduzione in termini di superficie, ma anche una trasformazione dal punto di vista costitutivo.
La selva ha sicuramente subito le oscillazioni climatiche del passato: l'alternarsi di glaciazioni a periodi più miti ha in questo senso modificato la composizione del bosco, ma si ritiene che attorno ai 3-4.000 anni fa essa si sia stabilizzata in una querceta igrofilo-mesofila. Le successive modificazioni dipesero esclusivamente dalla presenza dell'uomo. Si ipotizza che i primi interventi risalgano al Neolitico, ma sicuramente non furono mai molto incisivi e si limitarono ai margini del bosco. Sicuramente più importanti in epoca romana e volgare, è solo durante il dominio della Serenissima (fine XIV secolo - 1797) che inizia un sistematico sfruttamento silvicolo della località, preferita ad altre zone (Cansiglio, Cadore) vista la vicinanza al Piave, via di comunicazione diretta verso la Laguna. La Repubblica era così gelosa di questa risorsa che fece confiscare e recintare l'intera collina ed emanò una serie di leggi e decreti volti alla sua tutela, talvolta così radicali da prevedere la pena di morte. Ma lo sfruttamento era ben controllato e specializzato, in armonia con i principi ecologici e incredibilmente attuale. La vegetazione rimaneva quella originale: si trattava di un querceto quasi puro, costituito per lo più da roveri e farnie.
La caduta di Venezia mise l'equilibrio del bosco in grave difficoltà. Privi della secolare protezione, gli alberi furono tagliati indiscriminatamente e solo a partire dal 1811 furono emanate alcune leggi nel tentativo di assicurare un minimo di salvaguardia. Il bosco ebbe così tregua sino all'Unità d'Italia, allorché riprese l'abbattimento. Gravissimi furono gli effetti della legge Bertolini del 1892, secondo la quale le aree silvicole dovevano essere assegnate a famiglie indigenti o vendute a privati, in modo da aumentare gli appezzamenti agricoli (furono addirittura fondati tre centri abitati: Santa Croce, Santi Angeli e Santa Maria della Vittoria). Durante la Grande Guerra, poi, il Montello si trovò proprio in corrispondenza del fronte del Piave e, per motivi strategici, altre superfici furono disboscate.
Della vegetazione originale del Montello resta ben poco, ma molte informazioni ci sono pervenute dai vari erbari che i botanici compilarono tra il Sette e l'Ottocento; molto importante è comunque la presenza di alcuni "relitti vegetazionali".
Attualmente la specie predominante è la robinia, una pianta infestante di origine americana che ha occupato la nicchia lasciata dalle piante autoctone. La popolazione di robinie è ancora in fase di crescita, dal momento che i potenziali competitori sono stati eliminati o ridotti dall'uomo; tuttavia si prevede che, a lungo andare, entrerà in equilibrio con le altre specie.
Tra le specie introdotte ma non infestanti sono da citare gli alberi piantumati nel secondo dopoguerra (betulle, conifere) e una faggeta, ritenuta non originale viste le scarse altitudini. A questi si aggiungono i castagni, importati per il legname e i frutti.
Dei relitti sopracitati, sono da ricordare un bosco di rovere, che conserva anche un peculiare sottobosco, e, sul versante nord, qualche farnia, mista a carpino nero e carpino bianco. Sui suoli calcarei e ben esposti cresce ancora qualche roverella.
Alla flora arborea è associata una grande varietà di specie vegetali cosiddette "minori", ma non per questo meno importanti. La pervinca è abbondante nelle zone mediamente soleggiate, mentre delle zone ombrose sono tipici i ciclamini, la cui diffusione è condizionata dall'humus offerto dal sottobosco. Nelle aree incolte umide al limitare del bosco sono diffuse quelle che in dialetto locale sono dette ortrighe mate (Lamium album e Lamium purpureum). Nei luoghi soleggiati si possono trovare le viole (Viola odorata e Viola riviniana). All'interno del bosco frequenti sono i rampicanti (come la vitalba), l'aquilegia, l'anemone e l'elleboro. Fondamentali le varie orchidee, ritenute degli autentici "metri ecologici" in grado di indicare la stabilità degli ecosistemi, occupando un po' tutti gli ambienti
Il carsismo, rappresentato in superficie dalla presenza di doline, provoca interessanti fenomeni di inversione della vegetazione e di modificazione dei cicli vitali delle specie (muschi compresi), indipendentemente dall'esposizione dei versanti; e la cosa si fa ancora più notevole in quelle doline "vitali", dove cioè permane un flusso di aria in entrata e in uscita e si consta una certa regolazione della temperatura. Cosa che, ovviamente, va ad influire sull'intero sistema ecologico condizionando specie di varia origine.

### Fauna
Il Montello è senza dubbio una delle aree naturali più importanti del Veneto e per questo motivo ospita una ricca biodiversità.
La sua posizione, al confine tra l'area prealpina e la pianura, e la vicinanza del Piave favoriscono la presenza di uccelli migratori, soprattutto tra la primavera e l'autunno. Numerosissime le varietà di passeriformi, fringillidi, turdidi e rapaci, spesso rappresentanti specie assai rare. Da ricordare soprattutto gli avvistamenti di aquile reali (Aquila chrysaetos) e gufi reali (Bubo bubo), tipici delle Alpi ma che evidentemente hanno scelto il Montello per svernare.
I fenomeni carsici hanno favorito in passato la presenza di pipistrelli, soprattutto il rinolofo maggiore (Rhinolophus ferrumequinum). La loro popolazione è oggi assai diminuita, viste le varie forme di inquinamento provocate dall'uomo (in particolare l'uso di pesticidi ne ha limitato le fonti di cibo).
Gli altri mammiferi sono rappresentati da roditori - scoiattolo (Sciurus vulgaris), ghiro (Myoxus glis), moscardino (Muscardinus avellanarius) ecc.- e carnivori - volpe (Vulpes vulpes), donnola (Mustela nivalis), faina (Martes foina), tasso (Meles meles) ecc. Ultimamente l'uomo vi ha introdotto il daino (Dama dama), mentre il capriolo (Capreolus capreolus) è arrivato spontaneamente dall'area collinare settentrionale. Sporadica la presenza del cervo (Cervus elaphus) e del cinghiale (Sus scrofa).
Notevole pure la presenza dei rettili. Tra questi, il colubro di Esculapio (Elaphe longissima), che sembra essere tuttavia minacciato.

## Strade del Montello: le prese
La dorsale del Montello è percorsa per tutta la sua lunghezza dalla SP 144, che va dunque da Montebelluna a Nervesa della Battaglia. Essa è però intersecata quasi perpendicolarmente da 21 strade di presa, le stradine che si inerpicano lungo un fianco della collina e ridiscendono dal lato opposto. Le strade di presa non sono da confondersi con le prese vere e proprie; queste ultime sono piuttosto le fasce di territorio comprese fra una strada e l'altra. Questo assetto è il risultato del controllo forestale impostato da Venezia sin dal XV secolo (il nome deriva da: "prendere il legname") e dei vari lavori di manutenzione e lottizzazione che si sono succeduti sino alla fine dell'Ottocento. Le strade di presa vengono indicate tramite un numero e un nome, che per lo più ricorda i caduti della Grande Guerra; piacevoli da percorrere, perché poco trafficate e talvolta sterrate, sono per questo frequentate da escursionisti e ciclisti; eccone l'elenco:

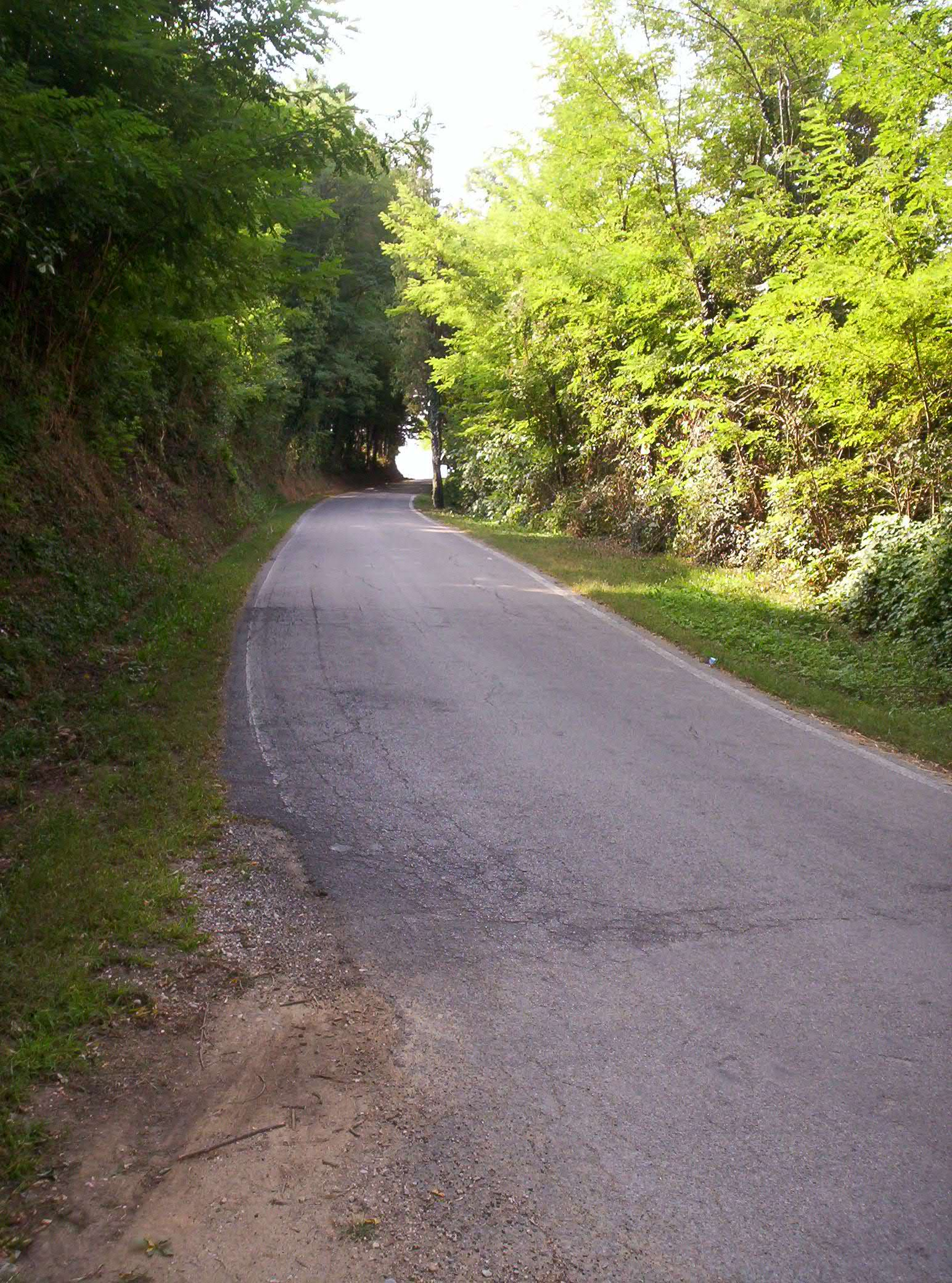
Presa I
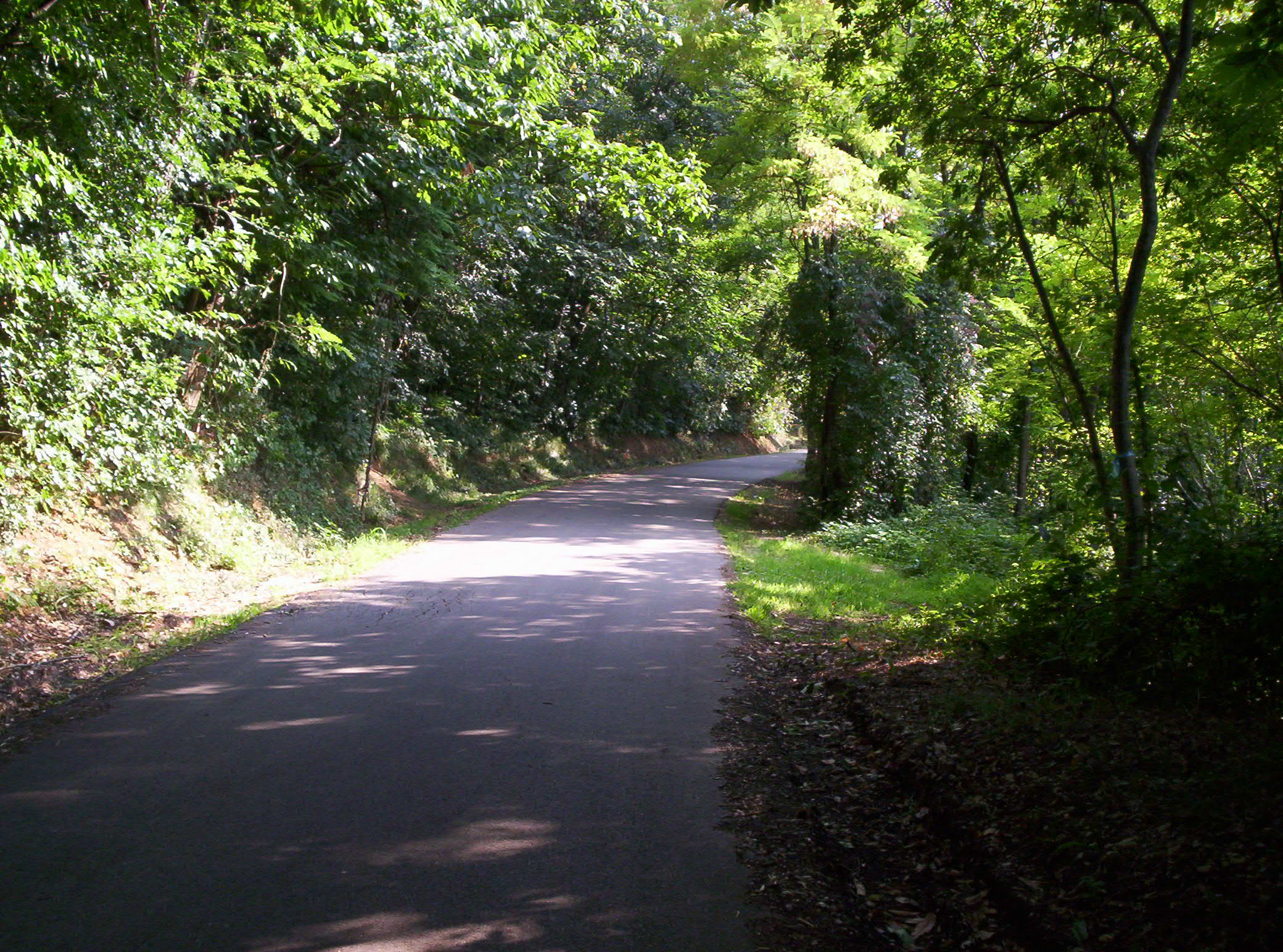
Presa II
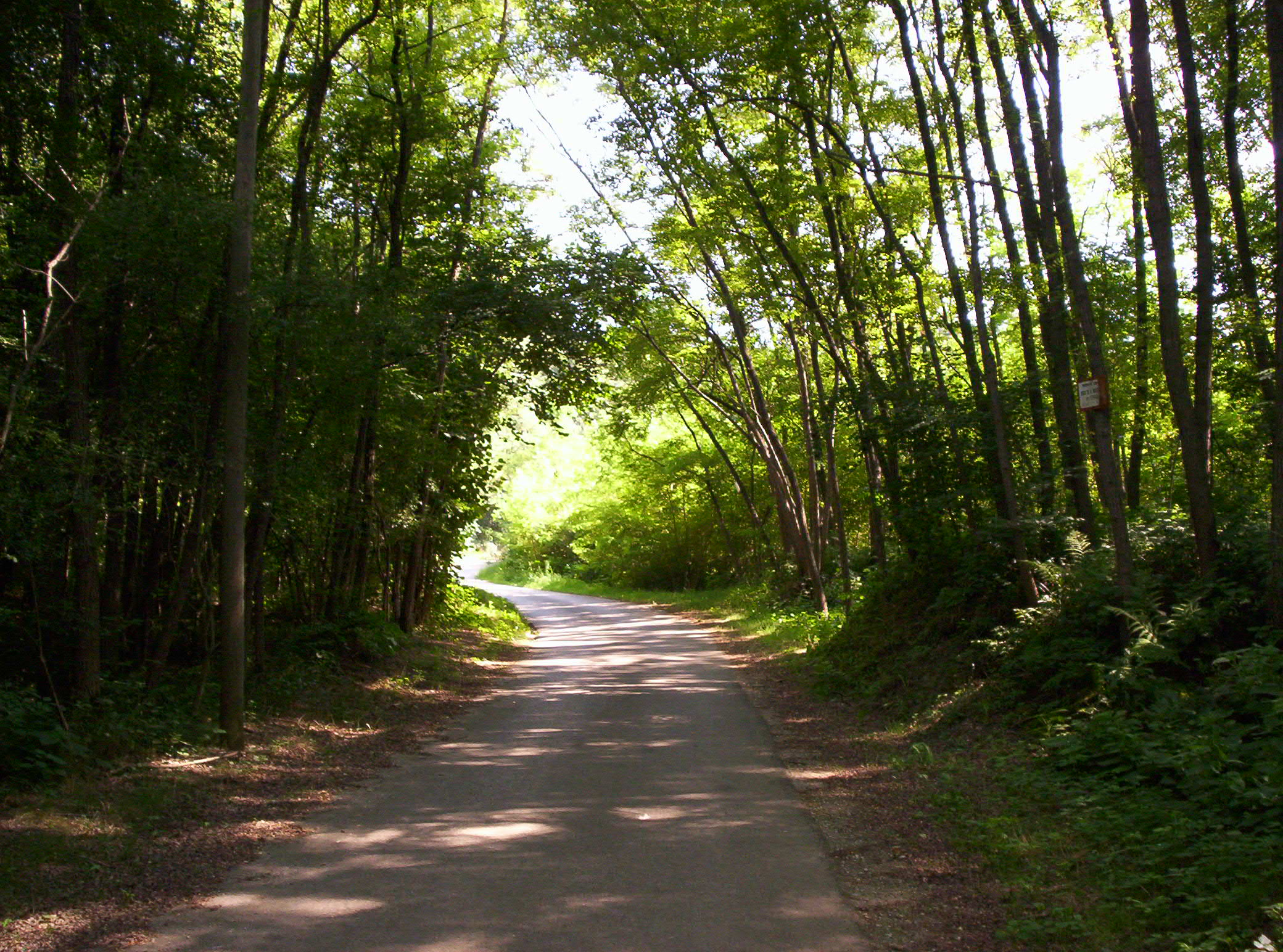
Presa III
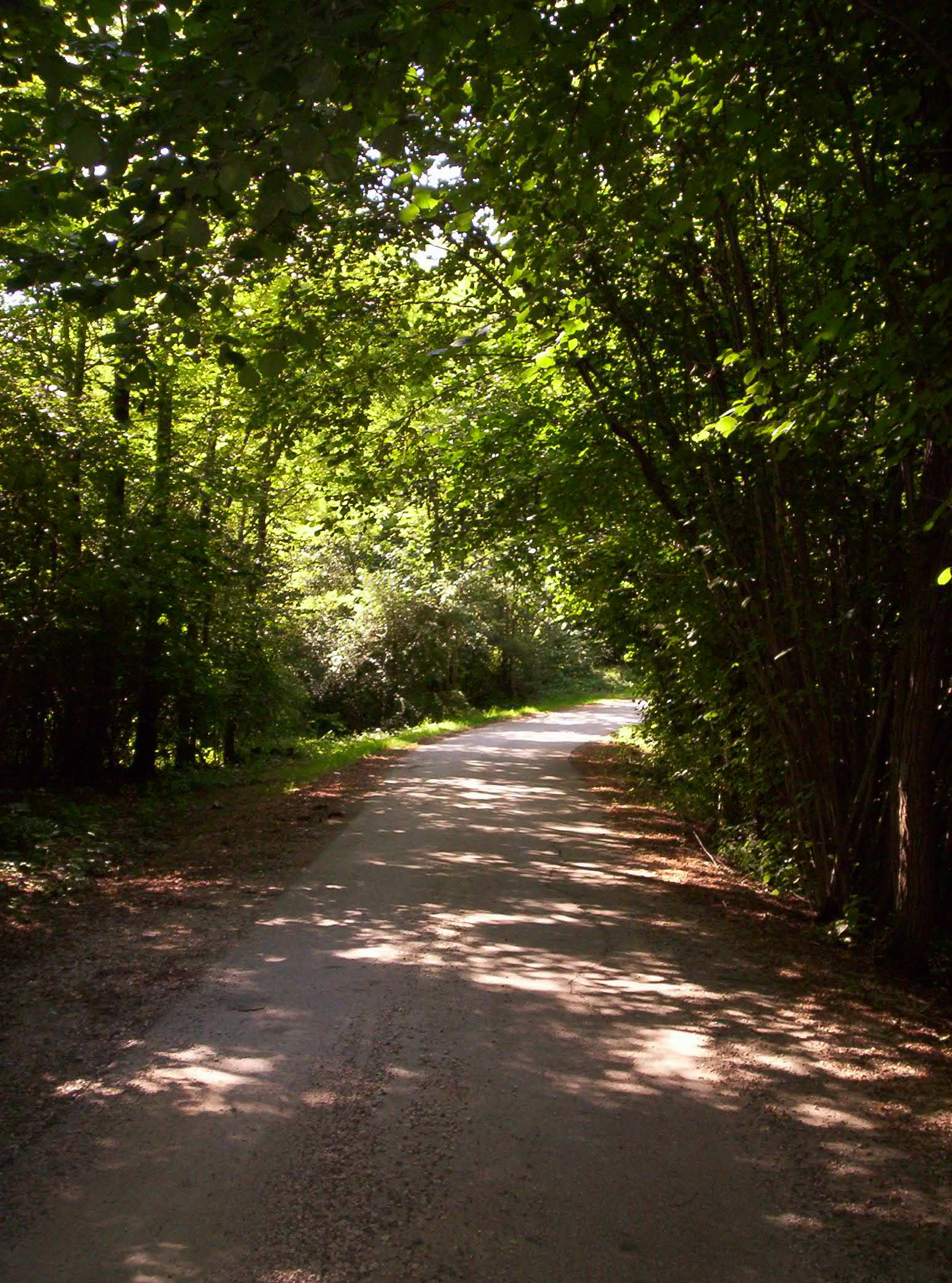
Presa IV
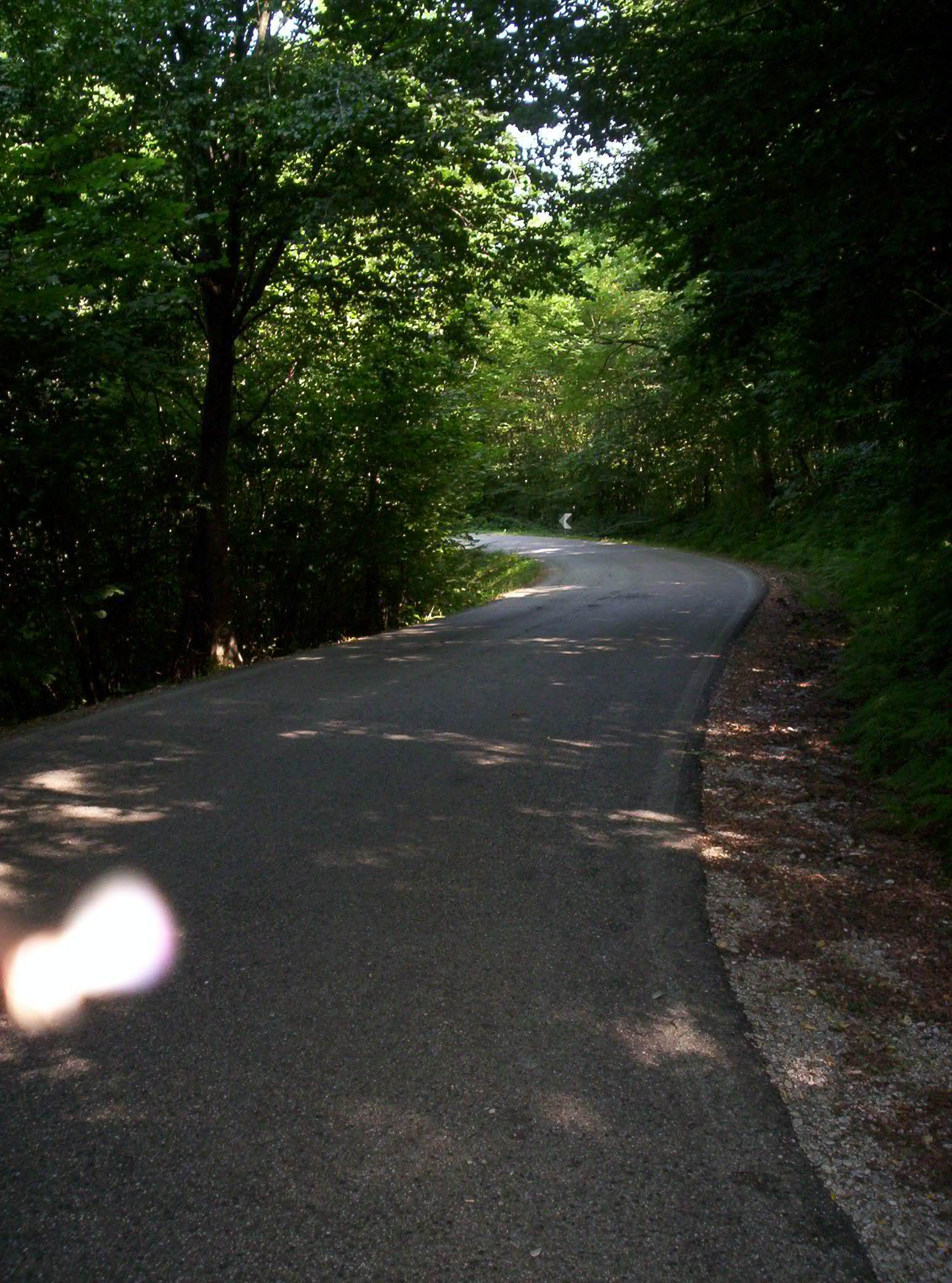
Presa V
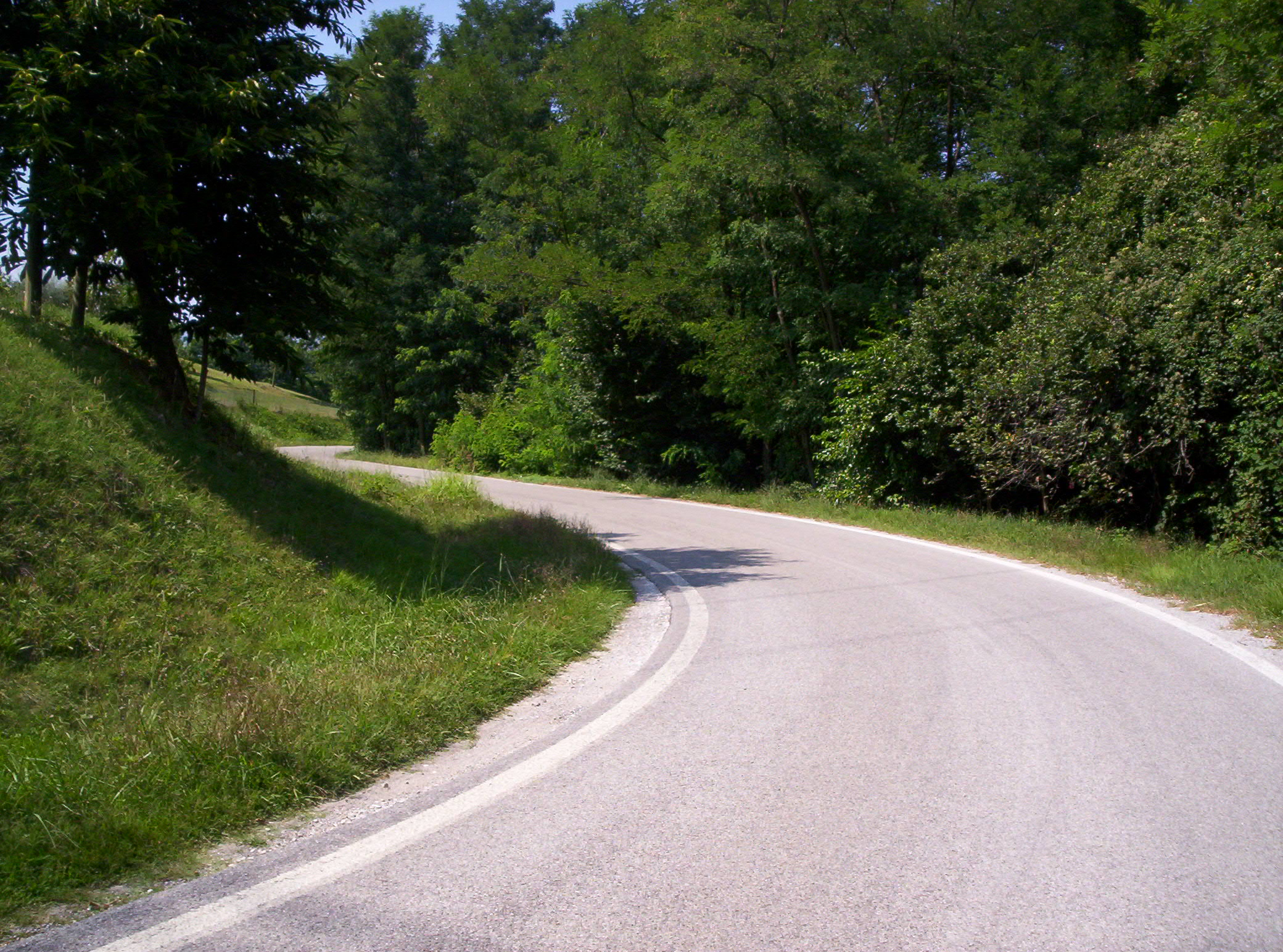
Presa VI
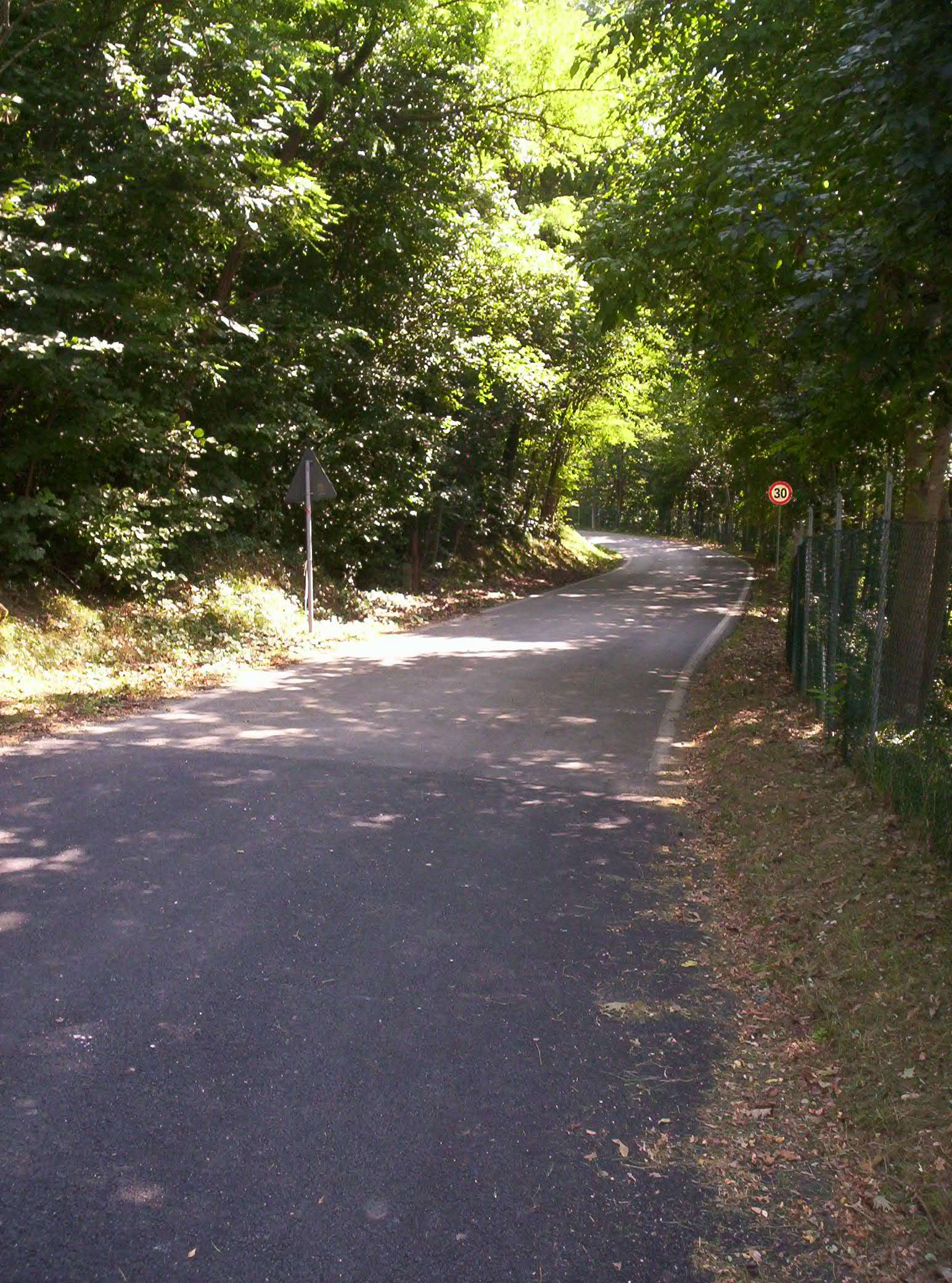
Presa VII

| Presa | Nome                      | Lunghezza (Nord + Sud) | Fondo del versante Nord                                 | Fondo del versante Sud                                                                                 |
| ----- | ------------------------- | ---------------------- | ------------------------------------------------------- | --- |
| I     | via Francesco Baracca     | 2,2 km (1,0 + 1,2)     | Asfaltata                                               | Asfaltata, con tratti ripidi                                                                           |
| II    | via Guido Alessi          | 2,8 km (1,8 + 1,0)     | Asfaltata, pendenze non eccessive                       | Asfaltata e ripida all'inizio, poi meno ripido                                                         |
| III   | via Umberto Sacco         | 4,2 km (2,2 + 2,0)     | Asfaltata, pendenze dolci, molto panoramica             | Asfaltata, inizio ripido                                                                               |
| IV    | via Luigi Lama            | 5,5 km (3,0 + 2,5)     | Asfaltata, pendenze non eccessive                       | Inizio asfaltato, poi sterrata con fondo compatto                                                      |
| V     | via del Solstizio         | 6,3 km (3,3 + 3,0)     | Asfaltata, pendenze moderate                            | Importante collegamento alla Dorsale, completamente asfaltata                                          |
| VI    | via Annibale Caretta      | 6,0 km (3,5 + 2,5)     | Inizio asfaltato, poi sterrata fino alla Dorsale        | Sterrata fino al congiungimento con la V                                                               |
| VII   | via Antonio Gorini        | 6,3 km (3,3 + 3,0)     | Tutta asfaltata, tratti ripidi                          | Sterrata e tortuosa fino all'innesto con Via degli Alpini                                              |
| VIII  | via Eligio Porcu          | 6,0 km (3,0 + 3,0)     | Importante collegamento con la Dorsale, tutta asfaltata | All'inizio sterrata, poi asfaltata                                                                     |
| IX    | via Giuseppe Mancino      | 6,2 km (3,0 + 3,2)     | Tutta asfaltata, tratti molto ripidi                    | Tutta sterrata, inizio con rampe molto ripide                                                          |
| X     | via Cesare Battisti       | 6,2 km (3,0 + 3,2)     | Tutta asfaltata, media pendenza                         | Inizialmente asfaltata ma molto ripida, poi sterrata                                                   |
| XI    | via Sernaglia             | 5,7 km (2,5 + 3,2)     | Asfaltata, pendenze non eccessive ma continue           | Inizio sterrata e con rampe ripide, poi asfaltata                                                      |
| XII   | via San Martino           | 6,1 km (3,0 + 3,1)     | Asfaltata, molto ripida nel primo tratto                | Sterrata, si interrompe poco oltre la chiesetta di San Martino per la presenza di un deposito militare |
| XIII  | via del Fante             | 6,2 km (3,0 + 3,2)     | Sterrata solamente alla fine, rampe ripide              | Inizio sterrato, poi si interrompe per la presenza di un deposito militare                             |
| XIV   | via della Vittoria        | 5,5 km (2,5 + 3,0)     | Asfaltata, pendenza continua                            | Sterrata, molto ripida e tortuosa, finale asfaltato                                                    |
| XV    | via delle Medaglie d'Oro  | 5,4 km (2,4 + 3,0)     | Asfaltata, tratto finale sterrato e molto ripido        | Sterrata e ripida il primo tratto, finale asfaltato                                                    |
| XVI   | via gen. Giuseppe Vaccari | 5,5 km (2,5 + 2,5)     | Asfaltata con inizio ripido                             | Completamente asfaltata con tratti ripidi iniziali                                                     |
| XVII  | via Ivo Lollini           | 5,5 km (2,5 + 3,0)     | Asfaltata ripida, con tratti falsopiano                 | Asfaltata, inizio molto ripido                                                                         |
| XVIII | via gen. Vittorio Fiorone | 4,9 km (2,4 + 2,5)     | Asfaltata                                               | Asfaltata, inizio ripido                                                                               |
| XIX   | via Brigata Campania      | 4,2 km (2,0 + 2,2)     | Asfaltata                                               | Asfaltata, inizio ripidissimo                                                                          |
| XX    | via Emilio Bongioanni     | 4,0 km (2,0 + 2,0)     | Asfaltata                                               | Asfaltata                                                                                              |
| XXI   | via Asclepia Gandolfo     | 2,0 km (1,0 + 1,0)     | Asfaltata                                               | Asfaltata, tratto iniziale della Dorsale                                                               |

- Presa I
- Presa II
- Presa III
- Presa IV
- Presa V
- Presa VI
- Presa VII

## Storia e luoghi di interesse

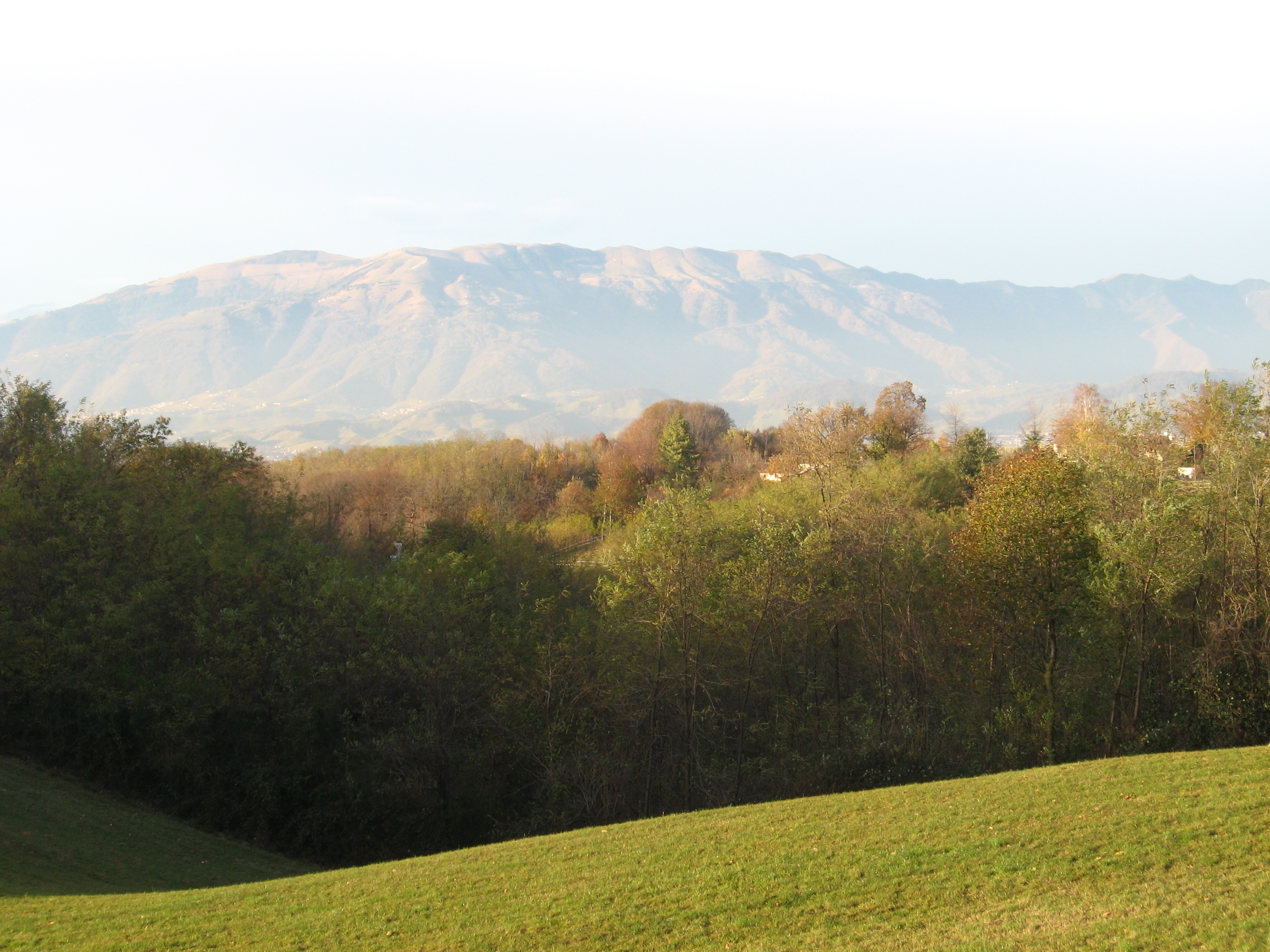
Paesaggio dal Montello verso il massiccio del Cesen.

Come già detto, le selve del Montello furono intensamente protette e sfruttate dalla Repubblica di Venezia per rifornire l'Arsenale e per costruire le palafitte su cui si fonda l'intera città.
Fin dagli inizi del XVI secolo, la direzione sullo sfruttamento del bosco spettava al Senato della Serenissima, che a sua volta delegava la sorveglianza a uno dei tre Patroni a l'Arsenal, il quale circa due volte l'anno usciva da Venezia per le ispezioni. Nel 1587 la Serenissima Repubblica istituì un provedadore sora il bosco del Montello, poi divenuti tre, responsabili della conservazione dell'importante patrimonio boschivo.
Attualmente, buona parte del Montello è ancora ricoperta dai boschi, interrotti da pascoli, vigneti e villette private (la collina è anche un'apprezzata località di villeggiatura, inoltre vi vivono stabilmente alcune centinaia di persone).
Dopo la rotta di Caporetto, il Montello fu colpito dai duri combattimenti della prima guerra mondiale, in quanto si trovava al centro del fronte del Piave. Fu il principale obiettivo dell'offensiva austriaca del 15 giugno 1918; l'8ª Armata italiana comandata dal generale Giuseppe Pennella riuscì, però, a contenere lo sfondamento e poi a respingere il nemico oltre il Piave.
Testimonianza di ciò sono i vari monumenti militari, i toponimi e soprattutto il Sacrario del Montello, nelle cui vicinanze precipitò l'aereo di Francesco Baracca.
Il bosco del Montello, per l'isolamento e la quiete, fu scelto in passato come luogo di ritiro spirituale. È il caso della certosa e dell'abbazia di Sant'Eustachio.

### Certosa di San Girolamo

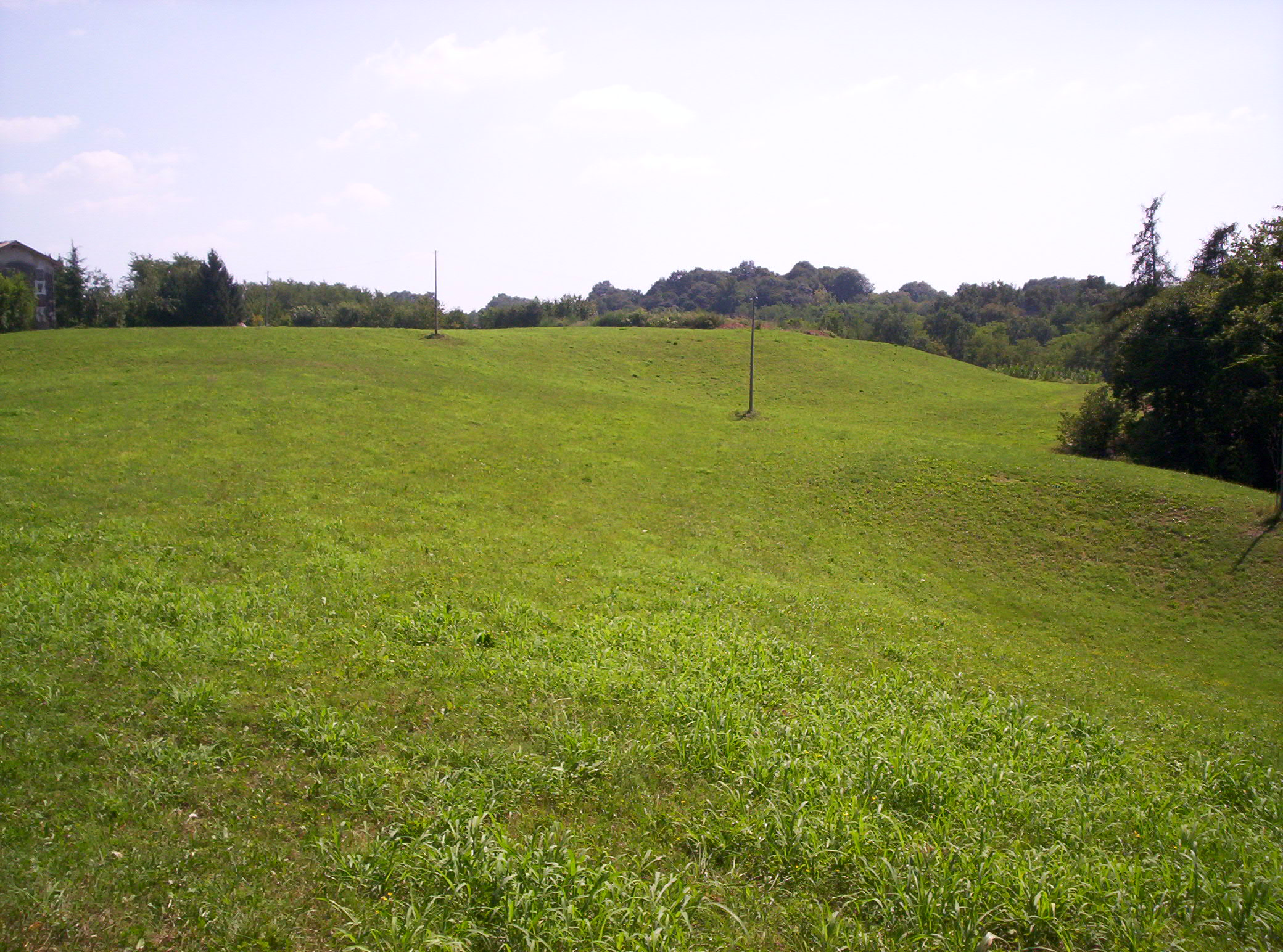
Area dove sorgeva la certosa di San Girolamo

Si trattava inizialmente di un modestissimo eremo ricavato dalla grotta carsica detta di San Girolamo presso la Valle delle Tre Fonti, nel luogo dove, appunto, sgorgavano tre sorgenti (ve ne è ancora una). Nella cavità avrebbe vissuto, attorno al XIV sec., l'eremita Giovanni di Fassa che la adattò alle proprie esigenze, scavandovi ad esempio le nicchie tuttora visibili. Pochi anni dopo, grazie alle donazioni dei Collalto e di nobili e istituzioni veneziane, vi fu costruito un monastero vero e proprio che prosperò sino alle soppressioni napoleoniche. Di esso, usato come cava da cui attingere materiale di riciclo, non resta quasi più nulla. Nel 1863 anche il cimitero fu smantellato e i resti dei frati furono trasferiti nella parrocchia di Giavera del Montello.

### Abbazia di Sant'Eustachio

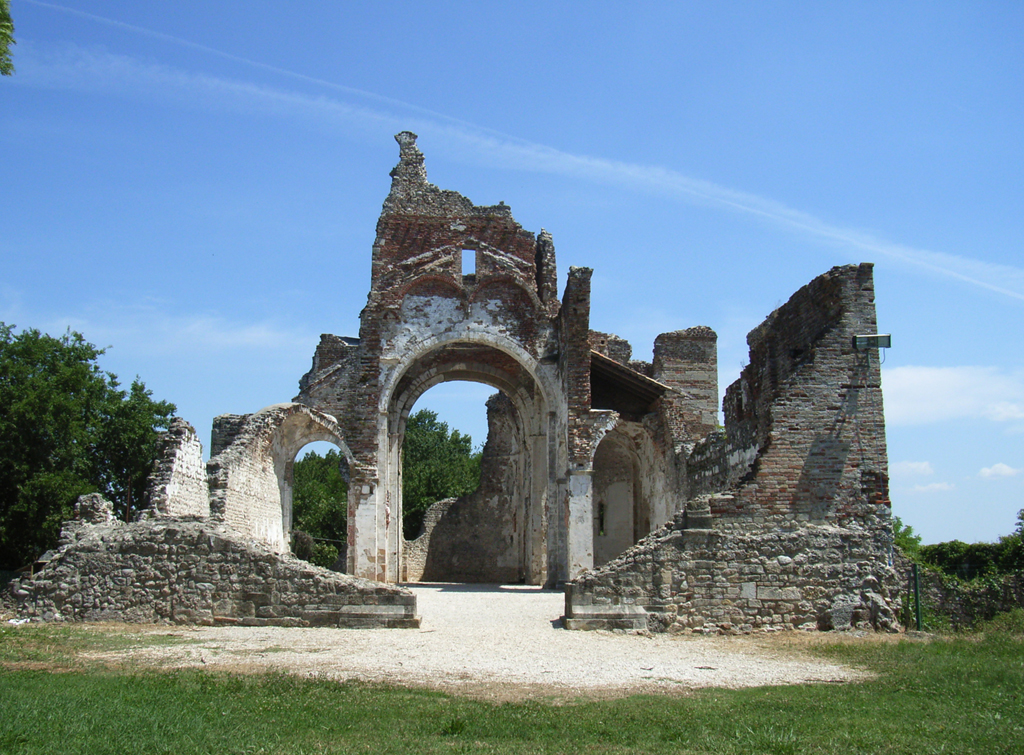
Rovine dell'abbazia di Sant'Eustachio

Era questo un importante complesso benedettino, reso potente ancora dalle donazioni dei Collalto e meta di pellegrinaggi e ritiri di uomini illustri: il più noto fu Giovanni Della Casa, autore del celebre Galateo. Le sue ricchezze le attirarono però più volte di saccheggi e distruzioni. Nel Cinquecento, durante la lotta tra Chiesa e istituzioni politiche, il monastero fu ridotto a prepositura (il preposito manteneva ancora il titolo di abate). Sopravvissuta alle politiche napoleoniche, Sant'Eustachio attraversò in seguito un grave periodo di crisi che culminò con la soppressione nel 1865. L'edificio, nel quale si continuò a celebrare qualche messa per la popolazione locale, durante la Grande Guerra venne quasi raso al suolo dai colpi dell'artiglieria.
I ruderi, che compongono un suggestivo insieme, sono stati di recente restaurati e possono essere raggiunti tramite un facile sentiero che si arrampica dalla chiesa parrocchiale di Nervesa della Battaglia.